# Attentatsmarkt
Ein Attentatsmarkt ist ein Prognosemarkt, bei dem eine Wette auf das Todesdatum einer bestimmten Person abgeschlossen wird und ein Gewinn ausgezahlt wird, wenn das Datum richtig „erraten“ wird. Dies wäre ein Anreiz für die Ermordung von Personen, da ein Attentäter weiß, wann die Tat stattfinden wird, davon profitieren kann, wenn er eine genaue Wette auf den Todeszeitpunkt der Person abschließt. Da die Belohnung für die richtige Wahl des Datums und nicht für die Ausführung der Handlung des Attentäters erfolgt, sei es wesentlich schwieriger, die strafrechtliche Verantwortung für die Ermordung zuzuweisen.

## Geschichte
Frühe Verwendungen der Begriffe „Attentatsmarkt“ und „Markt für Attentate“ finden sich (sowohl in positiver als auch in negativer Hinsicht) in dem 1994 erschienenen Buch The Cyphernomicon von Timothy C. May, einem Cypherpunk. Das Konzept und seine möglichen Auswirkungen werden auch als Attentatspolitik bezeichnet, ein Begriff, der von Jim Bell in seinem Essay assassination politics von 1995–96 popularisiert wurde. Darin zu Beginn beschreibt Bell die Idee:

„Die für die Verwaltung eines solchen Systems eingerichtete Organisation könnte vermutlich eine Liste von Personen erstellen, die schwerwiegend gegen das NAP (Nichtangriffsprinzip) verstoßen haben, die aber vor unseren Gerichten nicht zur Rechenschaft gezogen werden, weil ihre Handlungen auf Geheiß der Regierung erfolgten. Jedem Namen wäre eine Dollarzahl zugeordnet, der Gesamtbetrag, den die Organisation als Spende erhalten hat, d.h. der Betrag, den sie für die korrekte ‚Vorhersage‘ des Todes der Person, vermutlich unter Nennung des genauen Datums, geben würde. Die ‚Rater‘ würden ihre ‚Vermutung‘ in einer Datei formulieren, diese mit dem öffentlichen Schlüssel der Organisation verschlüsseln und sie dann an die Organisation übermitteln, möglicherweise unter Verwendung von Methoden, die so unauffindbar sind wie das Einlegen einer Diskette in einen Umschlag und das Einwerfen in einen Briefkasten, wahrscheinlicher aber ist eine Kaskade von verschlüsselten anonymen Remailern oder möglicherweise öffentlich zugängliche Internet-Zugänge wie Terminals in einer örtlichen Bibliothek usw.
Um zu verhindern, dass ein solches System einfach zu einer zufälligen, unbezahlten Lotterie wird, bei der die Leute nach dem Zufallsprinzip einen Namen und ein Datum erraten können (in der Hoffnung, dass der Blitz einschlägt, wie es gelegentlich geschieht), wäre es notwendig, ein solches zufälliges Raten dadurch zu verhindern, dass die ‚Rater‘ verpflichtet werden, ihrem ‚Tipp‘ verschlüsseltes und nicht zurückverfolgbares ‚digitales Bargeld‘ beizufügen, und zwar in einer Höhe, die ausreichend hoch ist, um ein zufälliges Raten unpraktisch zu machen.“

Bell fährt dann fort, das Protokoll des Marktes für Attentate genauer zu spezifizieren. Im letzten Teil seines Aufsatzes geht Bell von einem Markt aus, der weitgehend nicht anonym ist. Er kontrastiert diese mit der zuvor beschriebenen Version. Carl Johnsons Versuch, das Konzept der Attentatspolitik zu popularisieren, schien sich auf die frühere Version zu stützen. Im Jahr 2001 folgte ein Versuch, die zweite Version zu popularisieren, der bis heute andauert.
Technologien wie Tor und Bitcoin haben die Umsetzung von Online-Attentatsmärkte ermöglicht.

## Umsetzungen

### Wette um Pigot und Codrington
Adelige vereinbarten 1770 im Sterbefall eines ihrer Väter ein Teil des Erbes, dem jeweils anderen zu geben, um nicht so lange auf ihre Erbschaft warten zu müssen. Einer der beteiligten Söhne zog sich zurück und stattdessen wurde von einem anderen Adeligen auf das Ereignis gewettet. Nachdem tatsächlich ein Todesfall eingetreten war, folgte ein Rechtsstreit und schlussendlich auch ein Verbot von Wetten auf Todesfälle in Großbritannien.

### Deutsche Bank Fonds
2007 konstruierte die Deutsche Bank ein Finanzinstrument, bei dem Anleger von einem früheren Tod von 500 US-Amerikanern profitieren konnten.

### Wetten in Luleå
Von einem Altersheim in schwedischen Luleå wurde 2009 bekannt, dass Pflegepersonal auf den Todeszeitpunkt im Sterben liegender Bewohner gewettet hat.

### Assassination Market

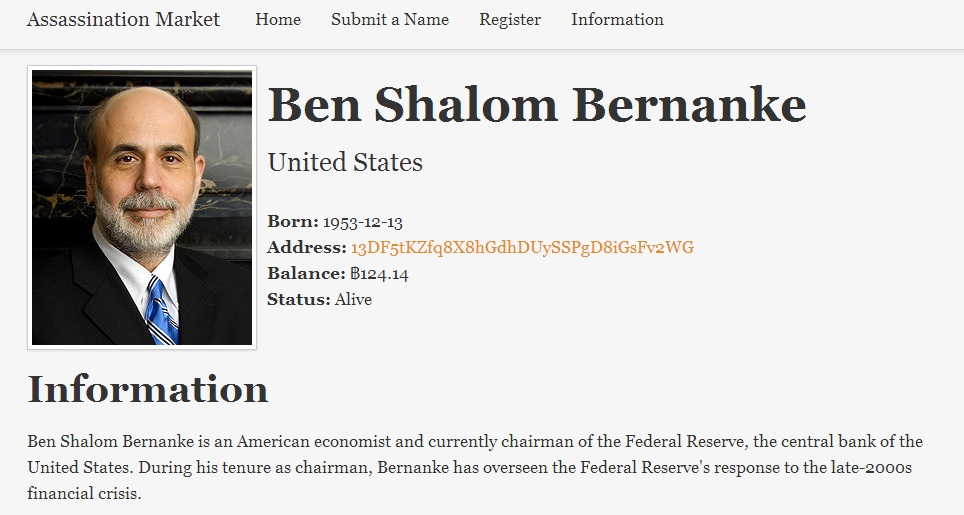
Ein Screenshot von der Website „Assassination Market“, ein über Tor betriebenen Attentatsmarkt. Abgebildet ist der Eintrag von Ben Bernanke, damaliger Chef der US Federal Reserve mit einer Kopfgeld, dass zur Zeit der Aufnahme 110,000 US-Dollar entsprach

Der erste Prognosemarkt mit dem Titel „Assassination Market“ wurde 2013 von einem selbsternannten Krypto-Anarchisten gegründet. Unter Verwendung von Tor, um den Standort der Seite zu verbergen, und Bitcoin-basierten Kopfgeldern und Prognosetechnologie listet die Seite Kopfgelder auf US-Präsident Barack Obama, den Wirtschaftswissenschaftler Ben Bernanke und die ehemalige schwedische Justizministerin Beatrice Ask auf. Im Jahr 2015 wurde vermutet, dass die Seite nicht mehr existiert, aber die hinterlegten Bitcoins wurden 2018 ausgezahlt.

### Bombenanschlag auf Mannschaftsbus
Beim Anschlag auf den Mannschaftsbus von Borussia Dortmund im Jahre 2017 hatte der Täter im Vorfeld Optionen auf die Aktien des Fußballvereins Borussia Dortmund gekauft, offenbar um von den zu erwartenden Kursverlusten bei Todesopfern zu profitieren.

### Augur
Agur ist ein 2018 vorgestellter Prognosemarkt, der nach eigenen Angaben die Etherium Blockchain nutzt. Die Entwicklung von Augur wurde 2015 durch einen Verkauf von Tokens, einem ICO, finanziert. Augur konzentriert sich nicht auf die Vorhersage von Sterbedaten, hatte aber auch Wetten mit entsprechenden Prognosen. 2021 wurde angekündigt, das Projekt in einen DAO zu überführen und bis Januar 2022 zu finanzieren. Stand April 2022 sind keine Aktivitäten in diese Richtung bekannt geworden.

## Popkultur
Das Konzept marktförmig organisierter Attentate taucht in verschiedenen Büchern und Filmen auf. Beispielsweise die Assassinen Gilde von Ankh-Morpork aus der Scheibenwelt-Romanreihe oder in Black Mirror Episode „Hated in the Nation“.